# Francisco Gomes Parente
Francisco Gomes Parente (Acaraú, novembro de 1791 — Sobral, junho de 1835) foi sacerdote católico e político brasileiro.
Era filho do capitão-mor Inácio Gomes Parente, natural de Lamego, Portugal, e de Francisca de Araújo Costa. Foi batizado em Sobral, pelo padre Basílio Francisco dos Santos, em 12 de dezembro de 1791. Irmão do coronel José Inácio Gomes Parente, deputado nas Cortes de Lisboa.
Fez os primeiros estudos em Sobral, com os padres Manuel José Pacheco e João José de Noronha. Ordenou-se sacerdote pelo Seminário de Olinda, em 1816, e celebrou a primeira missa na matriz de Sobral, em 29 de junho daquele ano. Ali trabalhou por oito anos como vigário coadjutor e professor particular.
Com a criação da freguesia de Santa Quitéria, em 22 de março de 1823, foi nomeado seu vigário colado, empossado em 2 de outubro de 1824, ali permanecendo até 31 de maio de 1828. Foi suspenso de ordens por viver em concubinato com Isabel Carolina da Hungria de Castro e Silva, filha de Inácio de Castro e Silva e de Rosa Maria do Nascimento. A respeito deste fato, seu sobrinho-trineto, o general do Exército Wicar Parente de Paula Pessoa, escreveu em artigo para a revista do Instituto do Ceará, em 1976:
O Capitão-Mor Antonio José de Castro e Silva faleceu em 31 de agosto de 1817, deixando a liderança dos Castro e Silva, na Ribeira do Acaraú, ao seu filho Cel. Vicente de Castro e Silva e ao seu genro Capitão-Mor Joaquim José Barbosa, fortes comerciantes em Sobral.(...) Depois da morte do Capitão-Mor Antônio José de Castro e Silva, o Padre Francisco Gomes Parente, vigário colado de Santa Quitéria, político evidente, desencaminhou a jovem Isabel da Hungria de Castro e Silva. (...) O procedimento do Padre Francisco molestou à família Castro e Silva. (...) De um choque entre o Cel. Vicente de Castro e Silva e o meu terceiro avô Cel. Diogo Gomes Parente, irmão do Padre Francisco Gomes Parente, resultou a morte do Cel. Vicente de Castro e Silva.
O coronel Vicente deixou viúva Maria Jerônima Figueira de Melo, que casou-se em segundas núpcias com o coronel Antônio Viriato de Medeiros, e foi mãe, dentre outros, do ex-senador João Ernesto Viriato de Medeiros.
Francisco e Isabel tiveram três filhos:
1. Francelina Gomes Parente (*1827), que foi mãe do padre João José de Castro, vigário de Ipu;
2. Esmerino Gomes Parente (1829 - 1894), ex-presidente das províncias do Ceará e da Paraíba;
3. Hermeto Gomes Parente, bisavô do ex-ministro da Justiça Armando Falcão[4].

Durante a Confederação do Equador, foi eleito deputado pela província do Ceará. Em 1835, figurou entre os primeiros deputados eleitos à Assembleia Provincial do Ceará, vindo a falecer, em junho de 1835, pouco mais de um mês de mandato. Na época, já se encontrava readmitido às ordens sacras. Sua companheira, Isabel Carolina da Hungria, casou-se dois anos depois, com Antônio Gomes Ferreira. Sobre a genealogia do Pe. Francisco Gomes Parente, cf. FREITAS, Vicente. BELA CRUZ - biografia do município. Florianópolis: Bookess Editora, 2012. pp.255-57.)